# 2016年中華民國總統副總統及立法委員選舉
2016年中華民國總統副總統及立法委員選舉於2016年（民國105年）1月16日舉行，選出中華民國第十四任總統、副總統及第九屆立法委員。此次選舉為第二次將總統與立法委員合併選舉。

## 選舉工作進行程序
| 2016年中華民國總統副總統及立法委員選舉選務工作進行程序 | 2016年中華民國總統副總統及立法委員選舉選務工作進行程序                                                       |
| 日期                                                   | 選務工作項目                                                                                                 |
| ------------------------------------------------------ | --- |
| 2015年9月16日                                          | 發布總統、副總統選舉公告及發布在國外之中華民國自由地區人民申請返國行使總統、副總統選舉權登記公告             |
| 2015年9月16日至12月7日                                 | 受理申請總統、副總統選舉返國行使選舉權選舉人登記                                                             |
| 2015年9月17日至9月21日                                 | 受理申請為總統、副總統選舉被連署人                                                                           |
| 2015年9月22日                                          | 公告總統、副總統選舉被連署人                                                                                 |
| 2015年9月23日至11月6日                                 | 受理總統、副總統選舉連署書件                                                                                 |
| 2015年11月13日                                         | 發布立法委員選舉公告                                                                                         |
| 2015年11月17日前                                       | 公告總統、副總統選舉連署結果                                                                                 |
| 2015年11月19日                                         | 公告總統、副總統與立法委員選舉候選人登記日期及必備事項                                                       |
| 2015年11月23日至11月27日                               | 受理總統、副總統與立法委員選舉候選人登記之申請                                                               |
| 2015年12月8日前                                        | 審定總統、副總統選舉候選人名單，並通知抽籤                                                                   |
| 2015年12月14日                                         | 總統、副總統選舉候選人抽籤決定號次                                                                           |
| 2015年12月18日前                                       | 審定立法委員選舉候選人名單，並通知抽籤                                                                       |
| 2015年12月18日                                         | 公告總統、副總統選舉候選人名單                                                                               |
| 2015年12月23日                                         | 區域、原住民立法委員選舉候選人抽籤決定號次、全國不分區及僑居國外國民立法委員選舉候選人名單公告之政黨號次抽籤 |
| 2015年12月25日                                         | 晚上8時起，第1場總統候選人電視政見發表會                                                                     |
| 2015年12月30日                                         | 晚上8時起，第2場總統候選人電視政見發表會                                                                     |
| 2016年1月4日                                           | 晚上8時起，副總統候選人電視政見發表會                                                                        |
| 2016年1月5日                                           | 公告立法委員選舉候選人名單                                                                                   |
| 2016年1月6日                                           | 原住民候選人電視政見發表會                                                                                   |
| 2016年1月6日至1月15日                                  | 辦理立法委員選舉候選人公辦政見發表會等                                                                       |
| 2016年1月8日                                           | 晚上8時起，第3場總統候選人電視政見發表會                                                                     |
| 2016年1月16日                                          | 舉行投票，投票時間自上午8時起至下午4時止後進行開票                                                           |
| 2016年1月22日前                                        | 公告總統、副總統與立法委員選舉當選人名單                                                                     |
| 2016年1月29日前                                        | 致送總統、副總統及立法委員選舉當選證書                                                                       |

## 選舉議題

### 選務方面

#### 不在籍投票
中華民國中央選舉委員會目前仍在討論是否在本屆選舉，實施不在籍投票制度，適用在外地工作或求學的民眾，可以向選務機關申請在居住地投票。但因本屆選舉與第九屆立法委員選舉採取合併選舉，區域立委選區與總統選區不同，對於不在籍投票的選務經驗尚未成熟，複雜選區不在籍投票會衍生許多問題。中選會目前研議無論合併選舉與否，離島和原住民選舉區可以優先試辦不在籍投票。

#### 國會監督
- 中華民國長期由中國國民黨、民主進步黨兩大黨執政，其中中國國民黨更完全壟斷立法院的運作，解嚴以來國民黨至今仍然維持對立法院的絕對多數控制權，引起許多在野黨的不滿。
- 2015年2月24日，親民黨主席宋楚瑜、無黨團結聯盟主席林炳坤、民國黨主席徐欣瑩攜手合作，於立法院建立了跨黨政團，組成新黨團，名為立院新聯盟。立院新聯盟召集人李桐豪宣佈將會和在野立委嚴格監督國會的運作，充份傾聽民意、反映民意、瞭解民心、解決民怨[2]。
- 另一方面，第三勢力眾多，為求團結各政黨也採跨黨合作。台灣獨立行動黨宣佈不組政黨力挺時代力量。[3]綠黨與社會民主黨共組綠黨社會民主黨聯盟。[4]
- 台灣團結聯盟與基進側翼結盟，共推不分區。

## 政黨電視競選宣傳
| 2016年1月11日（一） | 華視            |
| 2016年1月12日（二） | 民視            |
| 2016年1月13日（三） | 公視主頻        |
| 2016年1月13日（三） | 公視HD（23:00） |
| 2016年1月14日（四） | 中視            |
| 2016年1月15日（五） | 台視            |

播出時間：21時至22時

## 開票特別節目

### 無線電視台
- 台視：決戰2016 開票看台視
- 中視
  - 數位台
    - 15:30：2016總統暨立委大選 開票看中視（新聞台同步播出）
    - 17:00：2016大選 最新開票看中視 （新聞台同步播出）

  - 新聞台：新總統 新國會 最新政局剖析（開票當天22:00播出）
- 華視：大選看華視 台灣向前行
- 民視
  - 無線台、四季台：民視最速報 開票大揭曉、民視晚間新聞 開票大揭曉
  - 新聞台、台灣交通電視台：決戰2016 大選最前線、民視六點晚間新聞 開票最速報
- 公視：決戰2016總統立委選舉特別報導
- 客家電視：決戰2016 大選看客家[6]

### 有線台
- 原住民族電視臺：決戰2016大選特別節目-部落大小聲、決戰2016大選特別節目-族語晚間新聞、決戰2016大選特別節目-原視晚間新聞
- 壹電視新聞台：翻轉2016 台灣新時代 大選特別報導
- 東森新聞台：2016關鍵大選特別報導
- 三立新聞台、三立財經台：大決戰2016台灣新局、新台灣加油 大決戰台灣新局
- TVBS新聞台：《2016新台灣大選》特別報導
- 非凡新聞台：大選看非凡 決戰時刻

### 衛星電視台
- 寰宇新聞二台：《大選看寰宇 翻轉2016》特別節目

### 海外頻道
- TVBS-Asia：2016 新台灣選舉特別報導

### 廣播電台
- 寶島聯播網：寶島看大選特別報導
- 中廣新聞網：選情之夜特別節目
- 飛碟聯播網、News98：2016總統選舉特別報導[7]

## 選舉結果
總統選舉由民主進步黨候選人蔡英文、陳建仁當選，民進黨再度執政也是台灣第三次政黨輪替。
選舉民主進步黨拿下68席首度成為國會多數，中國國民黨只拿下35席淪為少數黨。首次參選的時代力量拿下5席成績亮眼。這是民進黨首度完全執政。

## 內部連結
- 台灣選舉
- 中華民國總統及副總統在臺灣之公民直接選舉與罷免
- 中華民國國會在臺灣之全面選舉與罷免
- 臺灣選舉地理

## 外部連結
- 中華民國中央選舉委員會（页面存档备份，存于）

## 資料來源
1. ↑  2016若推不在籍投票 離島、原住民擬優先試辦 Archive.today的存檔，存档日期2012-12-22, 中央廣播電臺, 2012年10月1日
2. ↑  拋開藍綠，反映民意－「立院新聯盟」成立記者會 （页面存档备份，存于）,立法院全球資訊網, 2015年2月24日
3. ↑  . 《蘋果日報 (台灣)》. 2015-08-15  [2015-08-15]. （原始内容存档于2015-08-14）.
4. ↑  林瑋豐. . 《風傳媒》. 2015-08-17  [2015-08-17]. （原始内容存档于2015-08-20）.
5. ↑  .   [2016-01-11]. （原始内容存档于2016-03-04）.
6. ↑  客家電視節目表 （页面存档备份，存于）（2016/01/11~17）
7. ↑  節目表查詢結果[永久]（國家通訊傳播委員會）